# Ади Мулахалиловић
Ади Мулахалиловић (2. новембар 1967, је композитор и продуцент, рођен у Сарајеву, Босна и Херцеговина). 
Од 1986. Ади је компоновао и производио музику за позориште, кратке филмове, њу ејџ музику и забавну музику за певаче и групе у земљама бивше Југославије и Скандинавији: Хари Мата Харија, Јасну Госпић, Еда Мулахалиловића, Даворина Поповића, Тифу, Неру, Лауру Воутилаинен, Истоа Хилтунена, Јанеа Хурмеа, Јохану Сикинен, Петрија Салминена, Мику Похјонена, Тонија Монтану итд.
За Песму Евровизије 1994. у Даблину, Ади је компоновао ресму „Остани крај мене“ у сарадњи са братом Едом, која је представљала Босну и Херцеговину.
Ади Мулахалиловић је члан ГРАМЕКС-А и ТЕОСТО-А (друштво ауторског права финских композитора). 